# South Weber
South Weber – miasto w Stanach Zjednoczonych, w stanie Utah, w hrabstwie Davis.